# Dešen
Dešen je naselje v Občini Moravče.